# District de Balaghat
Le district de Balaghat (hindi : बालाघाट ज़िला) est un district de l'état du Madhya Pradesh, en Inde,

## Géographie
Au recensement de 2011, sa population compte 1 701 156 habitants.
Son chef-lieu est la ville de Balaghat. 